# Ramiro Pinilla
Ramiro Pinilla (Bilbao, Biscaia, 13 de setembre de 1923 - Barakaldo, Biscaia, 23 d'octubre de 2014) va ser un escriptor espanyol. Va formar part del corrent renovador de la narrativa espanyola que es va iniciar en la dècada de 1960. En les seves novel·les es reflecteix la gran contribució dels obrers emigrats (cridats pejorativament maquetos) al País Basc en la construcció del seu poder industrial i els efectes socials d'aquesta explotació.

## Biografia

### Inicis
Als quinze anys era ja un lector compulsiu que intentava evadir-se de la dura postguerra i que aviat va començar a escriure les seves pròpies narracions. Va treballar en la marina mercant, com a maquinista naval, però era una professió molt dura que va decidir abandonar. Després ho va fer en una fàbrica de gas de Bilbao, es va casar i a les tardes escrivia els relats que s'imprimien al dors d'una col·lecció de cromos, de manera que només podia dedicar-se a la narrativa extensa de nit.

### Professionalització
L'any 1960, va guanyar el Premi Nadal amb Las ciegas hormigas, i va ser acomiadat de la redacció dels cromos amb el pretext de no dedicar-se en exclusiva a aquesta tasca. Va marxar llavors a Getxo, al camp, per aïllar-se més. La seva predilecció pels circuits marginals de comercialització i per l'autoedició, a través de Libropueblo, una petita editorial fundada per ell mateix i que només distribueix a Bilbao i a preu de cost, el va deixar a l'extraradi dels circuits culturals i comercials.
En aquesta editorial i des que va quedar finalista del Premi Planeta l'any 1972, el novel·lista basc va publicar Recuerda, oh recuerda (1974), Primeras historias de la guerra interminable (1977), La gran guerra de Doña Toda (1978), Andanzas de Txiki Baskardo (1980), el primer volum de Verdes valles, colinas rojas (1986), Quince años (1990) i Huesos (1997).

### Últims anys
Després va publicar ja amb una editorial destacada, Tusquets, la seva premiada trilogia Verdes valles, colinas rojas, que tracta la història recent del País Basc i de Getxo.
Amb fortes vinculacions locals, cada dia caminava per la platja d'Arrigunaga i va assistir durant anys a una tertúlia literària que se celebrava al seu poble, El Taller, reunions d'on van sortir algunes de les noves signatures de la literatura basca: Biktor Abad, Julen Ariño, Marta Barrón, Mario Montenegro, Willy Uribe, Jon Bilbao…

## Obra

### Narrativa
- Misterio de la pensión Florrie (1944, publicada en edició de quiosc amb el pseudònim de Romo P. Girca)
- El ídolo (1957). Premi Mensajero.
- Las ciegas hormigas (1960, ed. Destino, i reeditat en 2010). Premi Nadal i Premi de la Crítica (1r.).
- El héroe del Tonkin (1961)
- En el tiempo de los tallos verdes (1969)
- Seno (1971, ed. Planeta). Finalista del Premi Planeta.
- El salto (1975)
- Recuerda, oh, recuerda (1975)
- Antonio B... "el Rojo", ciudadano de tercera (1977, reeditat l'any 2007 com Antonio B. el Ruso, ciudadano de tercera)
- Primeras historias de la guerra interminable (1977)
- La gran guerra de Doña Toda (1978)
- Andanzas de Txiki Baskardo (1979)
- Verdes valles, colinas rojas, vol. 1 (1986, autoeditada a la seva editorial Libropueblo)
- Quince años (1990)
- Huesos (1997)
- La estación de Getxo (1998)
- Verdes valles, colinas rojas (2004-2005, ed. Tusquets). Trilogia formada de:
  - La tierra convulsa (parte I, octubre de 2004). Premi Euskadi de Literatura en castellà (1r.).
  - Los cuerpos desnudos (part II, maig de 2005)
  - Las cenizas del hierro (part III, novembre de 2005). Premi de la Crítica (2n.) i Premi Nacional de Narrativa.
- La higuera (2006, ed. Tusquets)
- Sólo un muerto más (2009, ed. Tusquets). Primer cas del detectiu Samuel Esparta (un crim que va quedar sense resoldre a Verdes valles, colinas rojas).
- Los cuentos (2011, ed. Tusquets, llibre de contes)
- Aquella edad inolvidable (2012, ed. Tusquets). Premi Euskadi de Literatura en castellà (2n.).
- El cementerio vacío (2013, ed. Tusquets). Segon cas del detectiu Samuel Esparta.
- Cadáveres en la playa (2014, ed. Tusquets). Tercer cas del detectiu Samuel Esparta.

### Assaig
- Guia secreta de Vizcaya (1975)